# D'Lo
D'Lo is een plaats (town) in de Amerikaanse staat Mississippi, en valt bestuurlijk gezien onder Simpson County.
Opmerkelijk feit is dat 38% van de mannen in de plaats hebben gediend in de Tweede Wereldoorlog.

## Demografie
Bij de volkstelling in 2000 werd het aantal inwoners vastgesteld op 394.
In 2006 is het aantal inwoners door het United States Census Bureau geschat op 392, een daling van 2 (-0,5%).

## Geografie
Volgens het United States Census Bureau beslaat de plaats een oppervlakte van
1,8 km², geheel bestaande uit land.

## Plaatsen in de nabije omgeving
De onderstaande figuur toont nabijgelegen plaatsen in een straal van 28 km rond D'Lo.